# Peltacanthina albescens
Peltacanthina albescens är en tvåvingeart som beskrevs av Günther Enderlein 1924. Peltacanthina albescens ingår i släktet Peltacanthina och familjen bredmunsflugor. Inga underarter finns listade i Catalogue of Life.